# Independência da Indochina
A Indochina, situada no Sudeste asiático, foi ocupada pela França no final do século XIX. Durante a Segunda Guerra Mundial, a região foi invadida pelo Japão, que, ao final do conflito, foi obrigado a devolver o controle do território para a França.
A resistência contrária o domínio francês tornou-se cada vez mais forte e maior com os crescentes movimentos pela independência da Indochina. As principais ações anticoloniais eram realizadas pela Liga Revolucionária para a Independência do Vietnã (em vietnamita, "Cách mạng giải cho độc lập của Việt Nam"), também conhecida como Movimento Vietminh, liderada por Ho Chi Minh.
Em Agosto de 1945, os rebeldes do Vietminh proclamaram a fundação da República Democrática do Vietnã. Em resposta, a França realizou uma contraofensiva, iniciando a Guerra da Indochina. Os franceses foram derrotados e expulsos da região em 1954. Os acordos de paz, assinados em Genebra, dividiram a Indochina em quatro estados independentes: Laos, Camboja e Vietnã, que ficou separado em Vietnã do Norte (socialista) e Vietnã do Sul (capitalista).
Os Estados Unidos passaram a auxiliar o governo do Vietnã do Sul com armas, dinheiro e treinamento militar. O Vietnã do Norte, por sua vez, teve auxílio chinês e sobretudo, soviético.